# Pap Károly (író)
Pap Károly (Sopron, 1897. szeptember 24. – Bergen-belseni koncentrációs tábor, 1945. január 31.) író.

## Élete
Pollák Miksa, a soproni neológ hitközség főrabbija fiaként konzervatív zsidó családban született. Szülővárosában tanult. Anyja, Pollák Sarolta vagyonos családból származott a Sopron megyei Beledről. 1914–1918 között részt vett az első világháborúban. 1919-ben vöröskatona volt, utána másfél évre (1920–1921) börtönbe került, majd Bécsbe emigrált. 1922-ben Debrecenben dolgozott egy koporsókészítő mellett. 
1923-ban jelent meg első novellája. 1926-ban Mikes Lajos és Osvát Ernő fedezte fel, Az Est és a Nyugat munkatársa lett. 1927. október 16-án Budapesten házasságot kötött Solymosi (Stricker) Hedviggel. 1936-ban Baumgarten-díját a hatóságok megakadályozták. 1943-ban munkaszolgálatos lett. 1944-ben Buchenwaldba, onnan 1945 februárjában Bergen-Belsenbe vitték, ahol mártírhalált halt.

## Munkássága
Fő témája a zsidóság identitáskeresése, messianisztikus vallásosság jellemzi. Az új Krisztusról szóló apokrif történetekben fejezi ki korkritikáját. A VIII. stáció (1933) vallásfilozófiai problémákat tárgyaló művészregény az evangélium és Dosztojevszkij szellemében. Önéletrajzi ihletésű Azarel (1937) című regényének és Irgalom (1937) című novelláskötetének közös hőse egy kisfiú, az ő nézőpontjából érzékelteti idegenkedését mindenfajta ortodoxiától és képmutatástól. Az asszimiláció kérdéseit feszegeti a Zsidó sebek és bűnök (1935) című írásában.

## Művei
- Mikáél (elbeszélés, 1929)
- Megszabadítottál a haláltól (regény, 1932)
- A VIII. stáció (regény, 1933)
- Zsidó sebek és bűnök (vitairat, 1935)
- Irgalom (elbeszélés, 1937)
- Azarel (regény, 1937)
- Batséda/Bátséba (dráma, 1940)
- Mózes (dráma, 1944)
- A szűz(i)esség fátylai (novellák, 1945)
- A hószobor (novellák, válogatta Keresztury Dezső, 1954)
- Szerencse (novellák, válogatta Galsai Pongrác, 1957)
- B. városában történt I–II. (novellák, 1964)
- Pap Károly színművei (1973)
- A fölbukkanó ember (elbeszélés, 1977)